# Моралес, Маурисио (футболист)
Маурисио Геральдини Моралес Оливарес (исп. Mauricio Geraldiny Morales Olivares; род. 7 января 2000, Сантьяго) — чилийский футболист, полузащитник клуба «Депортес Антофагаста».

## Клубная карьера
Моралес — воспитанник клуба «Универсидад де Чили». 7 сентября 2019 года в поединке Кубка Чили против «Кобресаль» Маурисио дебютировал за основной состав. 11 октября 2020 года в матче против «Депортес Ла-Серена» он дебютировал в чилийской Примере. 5 ноября 2022 года в поединке против «Кобресаль» Маурисио забил свой первый гол за «Универсидад де Чили». Летом 2023 года Моралес на правах аренды перешёл в «Депортес Антофагаста». 23 июля в матче против «Сантьяго Морнинг» он дебютировал в чилийской Примере B. 

## Международная карьера
В 2017 году в составе юношеской сборной Чили Моралес принял участие в домашнем юношеском чемпионате Южной Америки. На турнире сыграл в матчах против команд Боливии, Уругвая, Венесуэлы, Парагвая, Бразилии, а также дважды Эквадора и Колумбии. 
В том же году Маурисио принял участие в юношеском чемпионате мира в Индии. На турнире он сыграл в матчах против команд Англии и Ирака.